# Distretti del Vietnam

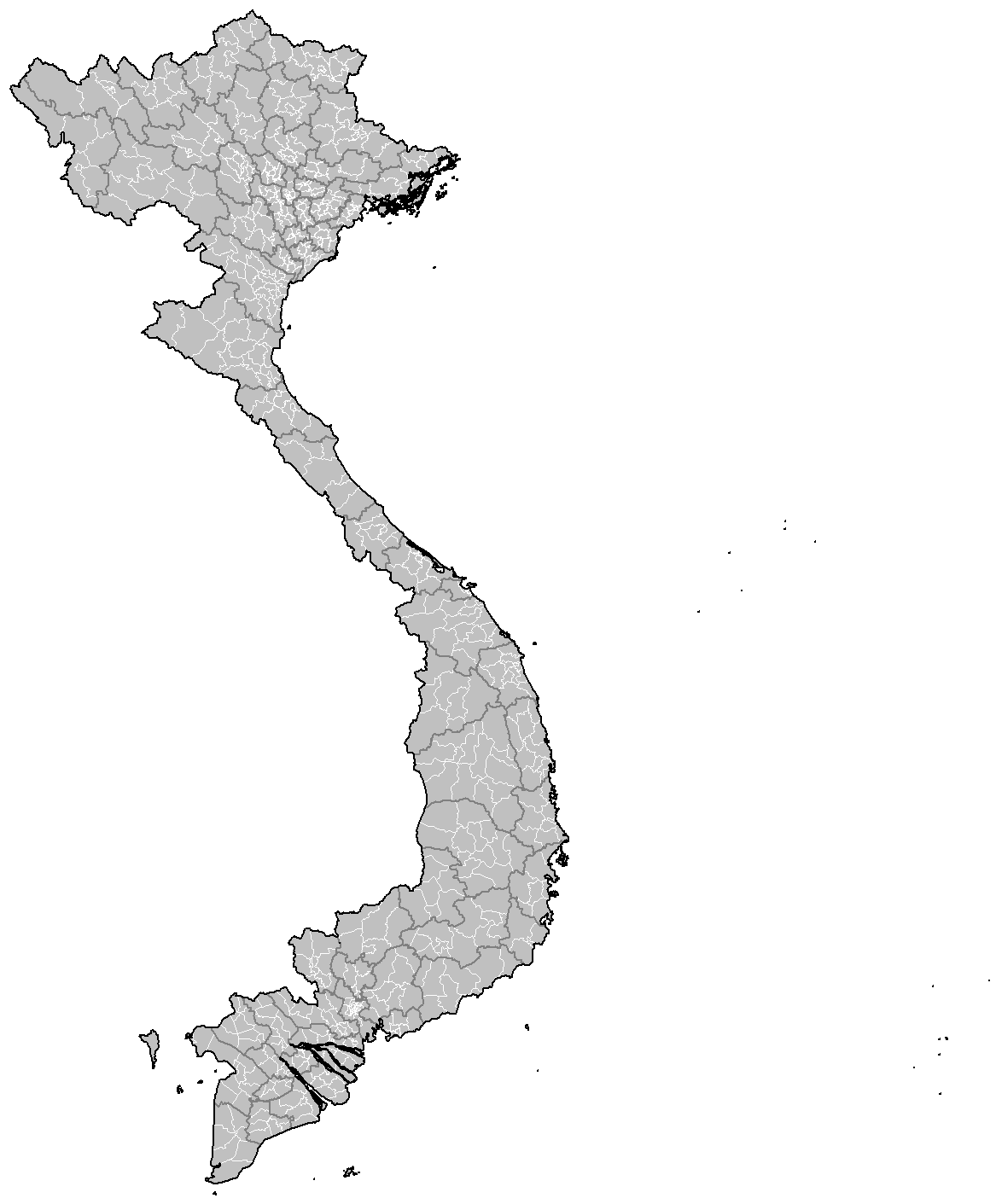
Distretti del Vietnam

Dal punto di vista amministrativo, le province del Vietnam sono suddivise in distretti o distretti rurali (huyện), città dipendenti dalla provincia (thành phố trực thuộc tỉnh) e cittadine (thị xã), tutte suddivisioni amministrative di secondo livello. 
Alcune isole poco abitate hanno a volte il titolo di isola (đảo) ma in pratica si tratta sempre di distretti rurali.
Le municipalità a controllo diretto, che sono allo stesso livello delle province, sono suddivise in distretti rurali (huyện), cittadine (thị xã) e distretti urbani (quận).
I distretti rurali sono la più comune suddivisione di secondo livello (548 distretti al 2013), ma allo stesso livello vi sono anche 64 città dipendenti dalla provincia, 49 distretti urbani e 47 cittadine.
Segue una lista contenente le suddivisioni amministrative di secondo livello (città provinciali, cittadine, distretti) catalogate per province.

## Provincia di An Giang
- An Phú
- Châu Phú
- Châu Thành
- Chợ Mới
- Phú Tân
- Tân Châu
- Thoại Sơn
- Tịnh Biên
- Tri Tôn
- Châu Đốc
- Long Xuyên

## Provincia di Ba Ria-Vung Tau
- Bà Rịa
- Vũng Tàu
- Châu Đức
- Côn Đảo
- Đất Đỏ
- Long Điền
- Tân Thành
- Xuyên Mộc

## Provincia di Bac Giang
- Hiệp Hòa
- Lạng Giang
- Lục Nam
- Lục Ngạn
- Sơn Động
- Tân Yên
- Việt Yên
- Yên Dũng
- Thế
- Bắc Giang

## Provincia di Bac Kan
- Bắc Kạn
- Ba Bể
- Bạch Thông
- Chợ Đồn
- Chợ Mới
- Na Rì
- Ngân Sơn
- Pác Nặm

## Provincia di Bac Lieu
- Bạc Liêu
- Dong Hai
- Giá Rai
- Hòa Binh
- Hồng Dân
- Phước Long
- Distretto di Vinh Loi

## Provincia di Bac Ninh
- Bắc Ninh
- Gia Bình
- Lương Tài
- Quế Võ
- Thuận Thành
- Tiên Du
- Từ Sơn
- Yên Phong

## Provincia di Ben Tre
- Bến Tre
- Ba Tri
- Bình Đại
- Châu Thành
- Chợ Lách
- Giồng Trôm
- Mỏ Cày
- Thạnh Phú

## Provincia di Binh Dinh
- Quy Nhơn
- An Lão
- An Nhơn
- Hoài Ân
- Hoài Nhơn
- Phù Cát
- Phù Mỹ
- Tuy Phước
- Tây Sơn
- Vân Canh
- Vĩnh Thạnh

## Provincia di Binh Duong
- Thủ Dầu Một
- Bến Cát
- Dầu Tiếng
- Dĩ An
- Phú Giáo
- Tân Uyên
- Thuận An

## Provincia di Binh Phuoc
- Đồng Xoài
- Bình Long
- Bù Đăng
- Bù Đốp
- Chơn Thành
- Đồng Phú
- Lộc Ninh
- Phước Long

## Provincia di Binh Thuan
- Phan Thiết
- Bắc Bình
- Đức Linh
- Hàm Thuận Bắc
- Hàm Thuận Nam
- Hàm Tân
- Phú Quý
- Tánh Linh
- Tuy Phong

## Provincia di Cà Mau
- Cà Mau
- Cái Nước
- Đầm Dơi
- Năm Căn
- Ngọc Hiển
- Phú Tân
- Thới Bình
- Trần Văn Thời
- U Minh

## Provincia di Cần Thơ
- Bình Thủy
- Cái Răng
- Cờ Đỏ
- Cần Thơ
- Ninh Kiều
- Ô Môn
- Phong Điền
- Thốt Nốt
- Vĩnh Thạnh

## Provincia di Cao Bang
- Cao Bằng
- Hạ Lang
- Bảo Lạc
- Bảo Lâm
- Hạ Lang
- Hà Quảng
- Hoà An
- Nguyên Bình
- Phục Hòa
- Quảng Uyên
- Thạch An
- Thông Nông
- Trà Lĩnh
- Trùng Khánh

## Provincia di Đà Nẵng
- Hải Châu
- Thanh Khê
- Sơn Trà
- Ngũ Hành Sơn
- Liên Chiểu
- Cẩm Lệ
- Hòa Vang
- Hoàng Sa

## Provincia di Dak Lak
- Buôn Ma Thuột
- Buôn Đôn
- Cư Kuin
- Cư M'gar
- Distretto di Ea H'leo
- Distretto di Ea Kar
- Ea Súp
- Krông Ana
- Krông Bông
- Krông Buk
- Krông Năng
- Krông Pak
- Lắk
- M'Drăk

## Provincia di Dak Nong
- Gia Nghia
- Cư Jút
- Đăk Mil
- Đăk Glong
- Đăk R'Lấp
- Đăk Song
- Krông Nô
- Tuy Đức

## Provincia di Dien Bien
- Dien Bien Phu
- Điện Biên
- Điện Biên Đông
- Mường Chà (precedentemente chiamato Mường Lay)
- Mường Nhé
- Tủa Chùa
- Tuần Giáo

## Provincia di Dong Nai
- Biên Hòa
- Cẩm Mỹ
- Định Quán
- Long Khánh
- Long Thành
- Nhơn Trạch
- Tân Phú
- Thống Nhất
- Trảng Bom
- Vĩnh Cửu
- Xuân Lộc

## Provincia di Dong Thap
- Cao Lãnh
- Cao Lãnh
- Châu Thành
- Hồng Ngự
- Lai Vung
- Lấp Vò
- Distretto di Sa Dec
- Tân Hồng
- Tam Nông
- Thanh Bình
- Tháp Mười

## Provincia di Gia Lai
- A Yun Pa
- An Khê
- Chư Păh
- Chư Prông
- Chư Sê
- Đắk Đoa
- Đắk Pơ
- Đức Cơ
- Ia Grai
- Ia Pa
- KBang
- Kông Chro
- Krông Pa
- Mang Yang
- Phú Thiện
- Pleiku

## Provincia di Ha Giang
- Hà Giang
- Bắc Mê
- Bắc Quang
- Đồng Văn
- Hoàng Su Phì
- Mèo Vạc
- Quản Bạ
- Quang Bình
- Vị Xuyên
- Xín Mần
- Yên Minh

## Provincia di Ha Nam
- Phủ Lý
- Bình Lục
- Duy Tiên
- Kim Bảng
- Lý Nhân
- Thanh Liêm

## Hanoi
- Ba Đình
- Cầu Giấy
- Đông Anh
- Đống Đa
- Gia Lâm
- Hai Bà Trưng
- Hoàn Kiếm
- Hoàng Mai
- Long Biên
- Sóc Sơn
- Tây Hồ
- Thanh Trì
- Thanh Xuan
- Từ Liêm

### Provincia di Ha Tay
(Dal 2008 parte della provincia di Hanoi)
- Hà Đông
- Sơn Tây
- Ba Vì
- Chương Mỹ
- Đan Phượng
- Hoài Đức
- Mỹ Đức
- Phú Xuyên
- Phúc Thọ
- Quốc Oai
- Thạch Thất
- Distretto di Thanh Oai
- Thường Tín
- Ứng Hòa

## Provincia di Ha Tinh
- Hà Tĩnh
- Hong Linh
- Cẩm Xuyên
- Can Lộc
- Đức Thọ
- Hương Khê
- Hương Sơn
- Kỳ Anh
- Lộc Hà
- Nghi Xuân
- Thạch Hà
- Vũ Quang

## Provincia di Hai Duong
- Hải Dương
- Bình Giang
- Cẩm Giàng
- Chí Linh
- Gia Lộc
- Kim Thành
- Kinh Môn
- Nam Sách
- Ninh Giang
- Thanh Hà
- Thanh Miện
- Tứ Kỳ

## Provincia di Hai Phong
- Hong Bang
- Le Chan
- Ngo Quyen
- Kien An
- Hai An
- Thuy Nguyen
- An Duong
- An Lao
- Kien Thuy
- Tien Lang
- Vinh Bao
- Cat Hai
- Bach Long Vi
- Đồ Sơn

## Provincia di Hau Giang
- Vị Thanh
- Châu Thành
- Châu Thành A
- Long Mỹ
- Phụng Hiệp
- Vị Thủy

## Provincia di Ho Chi Minh
- Bình Chánh
- Bình Tân
- Bình Thạnh
- Cần Giờ
- Cũ Chi
- Distretto 1
- Distretto 2
- Distretto 3
- Distretto 4
- Distretto 5
- Distretto 6
- Distretto 7
- Distretto 8
- Distretto 9
- Distretto 10
- Distretto 11
- Distretto 12
- Gò Vấp
- Hốc Môn
- Nhà Bè
- Phú Nhuận
- Tân Bình
- Tân Phú
- Thủ Đức

## Provincia di Hoa Binh
- Cao Phong
- Đà Bắc
- Hòa Bình
- Kim Bôi
- Kỹ Sơn
- Lạc Sơn
- Lạc Thủy
- Lương Sơn
- Mai Châu
- Tân Lạc
- Yên Thủy
- Hòa Bình

## Provincia di Hung Yen
- Hưng Yên
- Ân Thi
- Khoái Châu
- Kim Động
- Mỹ Hào
- Phù Cừ
- Tiên Lữ
- Văn Giang
- Văn Lâm
- Yên Mỹ

## Provincia di Khanh Hoa
- Cam Lâm
- Cam Ranh
- Diên Khánh
- Khánh Sơn
- Khánh Vĩnh
- Nha Trang
- Ninh Hòa
- Trường Sa
- Vạn Ninh

## Provincia di Kien Giang
- An Biên
- An Minh
- Châu Thành
- Giồng Riềng
- Gò Quao
- Hà Tiên
- Hòn Đất
- Kiên Hải
- Kiên Lương
- Phú Quốc
- Rạch Giá
- Tân Hiệp
- Vĩnh Thuận
- U Minh Thượng

## Provincia di Kon Tum
- Đắk Glei
- Đắk Hà
- Đắk Tô
- Kon Plông
- Kon Rẫy
- Kon Tum
- Ngọc Hồi
- Sa Thầy
- Tu Mơ Rông

## Provincia di Lai Chau
- Lai Châu
- Mường Tè;
- Phong Thổ;
- Sìn Hồ;
- Tam Đường;
- Than Uyên.

## Provincia di Lam Dong
- Đà Lạt
- Bảo Lộc
- Bảo Lâm
- Cát Tiên
- Đạ Huoai
- Đạ Tẻh
- Đam Rông
- Di Linh
- Đơn Dương
- Đức Trọng
- Lạc Dương
- Lâm Hà

## Provincia di Lang Son
- Lạng Sơn
- Bắc Sơn
- Bình Gia
- Cao Lộc
- Chi Lăng
- Đình Lập
- Hữu Lũng
- Lộc Bình
- Tràng Định
- Văn Lãng
- Văn Quan

## Provincia di Lao Cai
- Bắc Hà
- Bảo Thắng
- Bảo Yên
- Bát Xát
- Mường Khương
- Sa Pa
- Si Ma Cai
- Văn Bàn

## Provincia di Long An
- Tân An
- Bến Lức
- Cần Đước
- Cần Giuộc
- Châu Thành
- Đức Hòa
- Đức Huệ
- Mộc Hóa
- Tân Hưng
- Tân Thạnh
- Tân Trụ
- Thạnh Hóa
- Thủ Thừa
- TX Tân An
- Vĩnh Hưng

## Provincia di Nam Dinh
- Giao Thủy
- Hải Hậu
- Mỹ Lộc
- Nam Định
- Nam Trực
- Nghĩa Hưng
- Trực Ninh
- Vụ Bản
- Xuân Trường
- Ý Yên

## Provincia di Nghe An
- Anh Sơn
- Con Cuông
- Diễn Châu
- Đô Lương
- Hưng Nguyên
- Kỳ Sơn
- Nam Đàn
- Nghi Lộc
- Nghĩa Đàn
- Quế Phong
- Quỳ Châu
- Quỳ Hợp
- Quỳnh Lưu
- Tân Kỳ
- Thanh Chương
- Tương Dương
- Yên Thành

## Provincia di Ninh Binh
- Gia Viễn
- Hoa Lư
- Kim Sơn
- Nho Quan
- Yên Khánh
- Yên Mô

## Provincia di Ninh Thuan
- Bác Ái
- Ninh Hải
- Ninh Phước
- Ninh Sơn
- Thuận Bắc

## Provincia di Phu Tho
- Cẩm Khê
- Đoan Hùng
- Hạ Hòa
- Lâm Thao
- Phù Ninh
- Phú Thọ
- Tam Nông
- Tân Sơn
- Thanh Ba
- Thanh Sơn
- Thanh Thủy
- Việt Trì
- Yên Lập

## Provincia di Phu Yen
- Tuy Hòa
- Đồng Xuân
- Sông Cầu Town
- Tuy An
- Sơn Hòa
- Phú Hòa
- Tây Hòa
- Đông Hòa
- Sông Hinh

## Provincia di Quang Binh
- Đồng Hới
- Bố Trạch
- Lệ Thủy
- Minh Hóa
- Quảng Ninh
- Quảng Trạch
- Tuyên Hóa

## Provincia di Quang Nam
- Bắc Trà My
- Duy Xuyên
- Đại Lộc
- Điện Bàn
- Đông Giang
- Hiệp Đức
- Nam Giang
- Nam Trà My
- Núi Thành
- Phú Ninh
- Phước Sơn
- Quế Sơn
- Tây Giang
- Thăng Bình
- Tiên Phước
- Tam Kỳ
- Hội An

## Provincia di Quang Ngai
- Quảng Ngãi
- Ba Tơ
- Bình Sơn
- Đức Phổ
- Minh Long
- Mộ Đức
- Nghĩa Hành
- Sơn Hà
- Sơn Tây
- Sơn Tịnh
- Tây Trà
- Trà Bồng
- Tư Nghĩa
- Lý Sơn

## Provincia di Quang Ninh
- Cẩm Phả
- Móng Cái
- Uông Bí
- Hạ Long
- Móng Cái
- Ba Chẽ
- Bình Liêu
- Cô Tô
- Đầm Hà
- Đông Triều
- Hải Hà
- Hoành Bồ
- Tiên Yên
- Vân Đồn
- Yên Hưng

## Provincia di Quang Tri
- Cam Lộ
- Cồn Cỏ
- Đa Krông
- Gio Linh
- Hải Lăng
- Hướng Hóa
- Triệu Phong
- Vĩnh Linh
- Đông Hà
- Quảng Trị

## Provincia di Soc Trang
- Sóc Trăng
- Kế Sách
- Long Phú
- Cù Lao Dung
- Mỹ Tú
- Mỹ Xuyên
- Thạnh Trị
- Vĩnh Châu
- Ngã Năm
- Châu Thành

## Provincia di Son La
- Quỳnh Nhai
- Mường La
- Thuận Châu
- Phù Yên
- Bắc Yên
- Mai Sơn
- Sông Mã
- Yên Châu
- Mộc Châu
- Sốp Cộp
- Sơn La

## Provincia di Tay Ninh
- Tân Biên
- Tân Châu
- Dương Minh Châu
- Châu Thành
- Hòa Thành
- Bến Cầu
- Gò Dầu
- Trảng Bàng
- Tây Ninh

## Provincia di Thai Binh
- Thái Bình
- Ðông Hưng
- Hưng Hà
- Kiến Xương
- Quỳnh Phụ
- Thái Thụy
- Tiền Hải
- Vũ Thư

## Provincia di Thai Nguyen
- Thái Nguyên
- Đại Từ
- Định Hóa
- Đồng Hỷ
- Phổ Yên
- Phú Bình
- Phú Lương
- Võ Nhai

## Provincia di Thanh Hóa
- Thanh Hóa
- Bá Thước
- Cẩm Thủy
- Đông Sơn
- Hà Trung
- Hậu Lộc
- Hoằng Hóa
- Lang Chánh
- Mường Lát
- Nga Sơn
- Ngọc Lặc
- Như Thanh
- Như Xuân
- Nông Cống
- Quan Hóa
- Quan Sơn
- Quảng Xương
- Thạch Thành
- Thiệu Hóa
- Thọ Xuân
- Thường Xuân
- Tĩnh Gia
- Triệu Sơn
- Vĩnh Lộc
- Yên Định

## Provincia di Thua Thien-Hue
- Huế
- A Lưới
- Hương Thủy
- Hương Trà
- Nam Đông
- Phong Điền
- Phú Lộc
- Phú Vang
- Quảng Điền

## Provincia di Tien Giang
- Mỹ Tho
- Gò Công
- Gò Công Đông
- Gò Công Tây
- Chợ Gạo
- Châu Thành
- Tân Phước
- Cai Lậy
- Cái Bè

## Provincia di Tra Vinh
- Trà Vinh
- Càng Long
- Châu Thành
- Cầu Kè
- Tiểu Cần
- Cầu Ngang
- Trà Cú
- Duyên Hải

## Provincia di Tuyen Quang
- Chiêm Hoá
- Hàm Yên
- Nà Hang
- Sơn Dương
- Yên Sơn
- Tuyên Quang

## Provincia di Vinh Long
- Bình Minh
- Bình Tân
- Long Hồ
- Mang Thít
- Tam Bình
- Trà Ôn
- Vũng Liêm
- Vĩnh Long

## Provincia di Vinh Phuc
- Me Linh
- Phúc Yên
- Vĩnh Yên
- Bình Xuyên
- Lập Thạch
- Tam Đảo
- Tam Dương
- Vĩnh Tường
- Yên Lạc

## Provincia di Yen Bai
- Yên Bái
- Lục Yên
- Mù Cang Trải
- Trạm Tấu
- Trấn Yên
- Văn Chấn
- Văn Yên
- Yên Bình